# Région de Westman
La région de Westman est une division du Manitoba au Canada.